# École nouvelle supérieure d'ingénieurs et de technologies
L'École nouvelle supérieure d’ingénieurs et de technologies (ou ENSIT) est une école d'ingénieurs avec un cycle préparatoire intégré située à Abidjan en Côte d'Ivoire. Établissement supérieur du réseau de l'Agence universitaire de la francophonie, elle forme des ingénieurs dans le domaine des TIC. Elle a vocation d'enseignement et de recherche à la fois dans l'application des hautes technologies de l'information, de la communication dans les entreprises et dans le management[réf. souhaitée].

## Historique
- 1997 : création de l'établissement
- 2005 : reconnaissance du diplôme d'ingénieur en sciences informatiques par l'État de Côte d'ivoire[réf. souhaitée]
- 2007 : reconnaissance du diplôme d'ingénieur en sciences informatiques par le Conseil africain et malgache pour l'enseignement supérieur[2]

## Missions
L'ENSIT offre un cursus universitaire qui a pour mission de former des ingénieurs en sciences informatique . Pour atteindre ses objectifs, l'ENSIT s'appui sur des enseignants-chercheurs . Elle fait aussi appel à des compétences du monde professionnel qu'à des experts étrangers.[réf. nécessaire].

## Admission
L'intégration à l'ENSIT, comme pour toute autre école d'ingénieurs, se fait uniquement par la voie des tests d'entrée pour  le cycle préparatoire ou cycle d'ingénieurs selon le niveau d'étude[réf. souhaitée].

## Organisation
L'école est située dans le quartier résidentiel de Cocody-les deux plateaux et comporte : 
- une direction académique ;
- un conseil scientifique  ;
- une direction des études ;
- une direction des stages ;
- un département d'études : sciences informatiques.